# Gormo da Dinamarca
Gormo, o Velho (em latim: Gormus; em nórdico antigo: Gorm den Gamle ou Gormr gamli; 900?—958) foi um chefe dinamarquês que depois tornou-se rei na Jutlândia. Antigamente ele era visto erroneamente como o primeiro rei da Dinamarca. Ele ergueu as Pedras de Jelling em memória à sua esposa, Thyra Danebod.
Sucedeu-lhe seu filho, Haroldo Dente-Azul

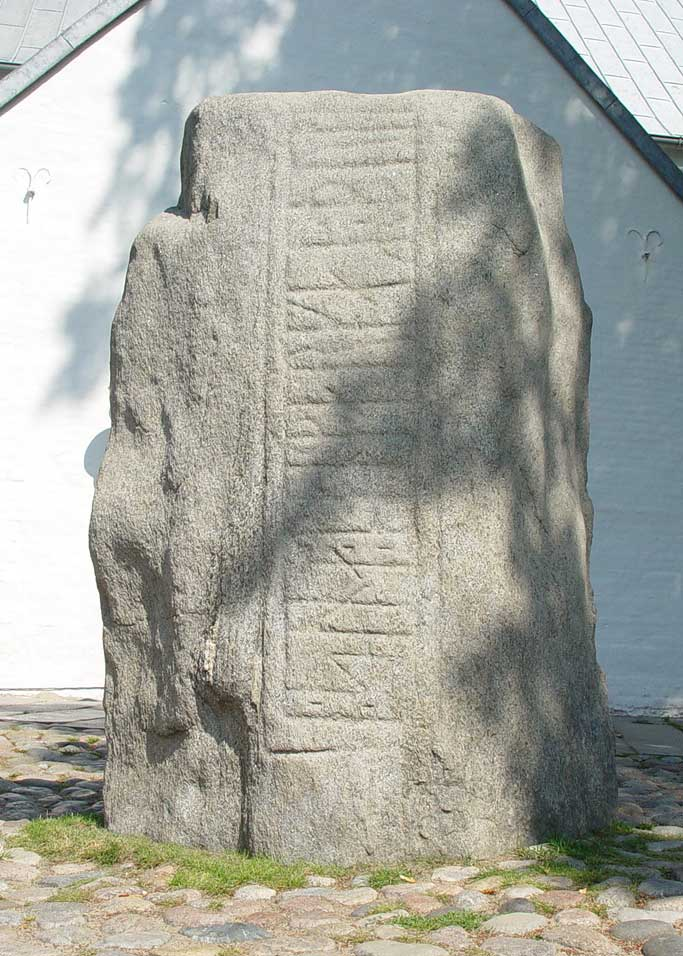
Parte da frente das Pedras de Jelling
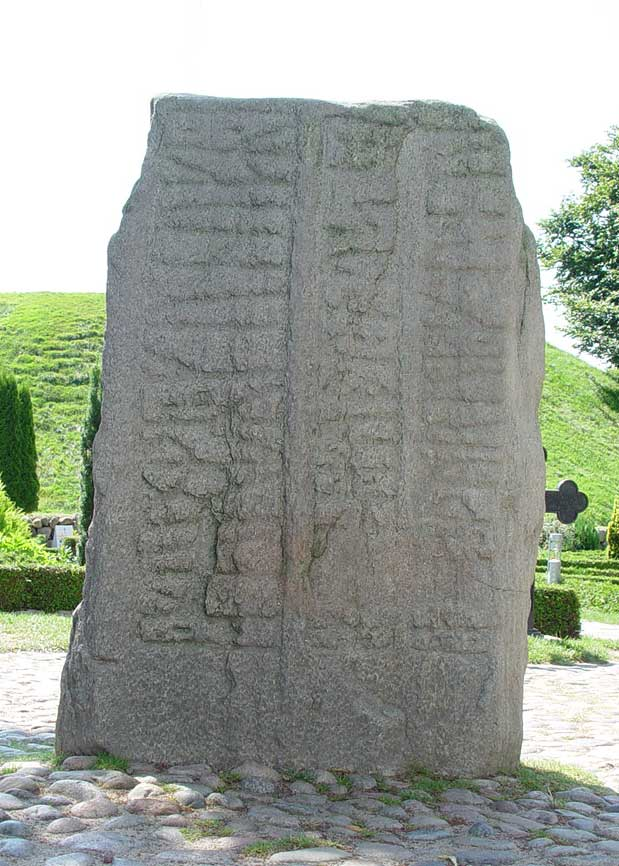
Parte de trás das Pedras de Jelling